# Nyombi Morris
Nyombi Morris és un activista climàtic d'Uganda, conegut per difondre i per defensar la justícia climàtica i la igualtat de gènere.
El març de 2021, ell i el seu germà que també actuava com a fotògraf Julian Ssekeba van ser arrestats als carrers de Kampala per la Policia Nacional d'Uganda quan protestaven per la justícia climàtica. Un any abans, el setembre de 2020, el seu compte de Twitter va ser suspès durant un mes i mig a petició del govern d'Uganda després de desafiar l'Autoritat Forestal Nacional sobre la venda del Bosc de Bugoma, un bosc tropical protegit que es troba l'oest d'Uganda.

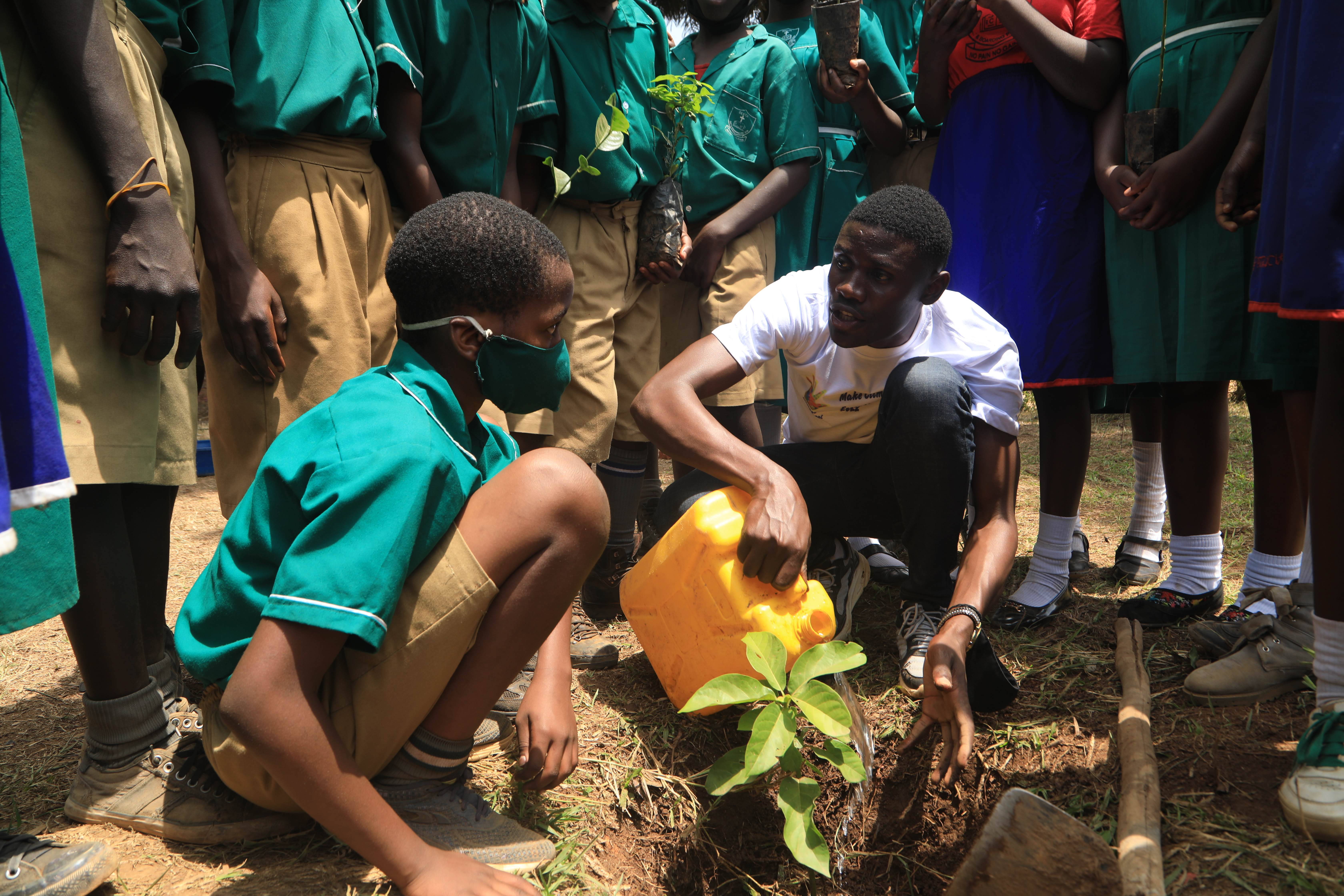
Escola del clima

Morris va estudiar un diploma en informàtica a la Muteesa I Royal University.
Va començar el seu activisme com a resultat de l'impacte directe que les inundacions van patir amb la seva família, que van alterar la font de subsistència dels seus pares i els va obligar a trobar un nou lloc on viure a Kampala. Lluita contra la desforestació del bosc de Bugoma.
El 2022 va guanyar el premi Earth Champion Award, atorgat per l'organització britànica Population Matters.